# My love - Historien om Poul & Mai
My love - Historien om Poul & Mai er en dokumentarfilm fra 2012 instrueret af Iben Haahr Andersen efter eget manuskript.

## Handling
66-årige Poul er fisker i Hårbølle på Møn. Tyve år yngre Mai er fra Bangkok. Poul og Mai elsker hinanden. Men sådan har det ikke altid været. Tidligere elskede de hver især deres koner. De gjorde det måske mest af pligt, eller fordi det var det rigtige og ansvarlige at gøre. Men i deres voksne liv oplever de, at de må tage nogle alvorlige valg omkring, hvem de er, og hvad de skal i deres liv. Det er beslutninger, der får store konsekvenser, men også ændrer deres liv til det bedre. Filmen skildrer en kærlighedshistorie, der hylder troen på, at vi kan finde stor lykke i vores liv, hvis vi tør, og hvis vi tror på, at den findes trods de store tragedier, som livet også byder på. Filmen spejler samtidig vores vestlige samtids romantiske og kompromisløse krav til den store kærlighed, i mere traditionelle værdier som ansvarlighed, omsorg og næstekærlighed.